# Aricidea trilobata
Aricidea trilobata är en ringmaskart som beskrevs av Imajima 1973. Aricidea trilobata ingår i släktet Aricidea och familjen Paraonidae. Inga underarter finns listade i Catalogue of Life.